# José Guilherme Baldocchi
José Guilherme Baldocchi eller bare Baldocchi (født 14. marts 1946 i Batatais, Brasilien) er en tidligere brasiliansk fodboldspiller (midterforsvarer), der med Brasiliens landshold vandt guld ved VM i 1970 i Mexico. Han var dog ikke på banen i turneringen. Han spillede kun én landskamp, der faldt i en træningskamp kort før VM-turneringen.
Baldocchi spillede på klubplan blandt andet for to af de store São Paulo-klubber, Palmeiras og Corinthians. Han var også tilknyttet Botafogo i Rio de Janeiro.